# El Pemoche
El Pemoche är en ort i Mexiko.   Den ligger i kommunen Landa de Matamoros och delstaten Querétaro Arteaga, i den centrala delen av landet, 200 km norr om huvudstaden Mexico City. El Pemoche ligger 1 329 meter över havet och antalet invånare är 106.
Terrängen runt El Pemoche är bergig åt sydost, men åt nordväst är den kuperad. Runt El Pemoche är det ganska glesbefolkat, med 42 invånare per kvadratkilometer. Närmaste större samhälle är El Humo, 0,92 km öster om El Pemoche. I omgivningarna runt El Pemoche växer huvudsakligen savannskog.